# Liste der Biografien/Tis
Liste der Biografien |
Portal Biografien |
Personensuche
# |
A |
B |
C |
D |
E |
F |
G |
H |
I |
J |
K |
L |
M |
N |
O |
P |
Q |
R |
S |
T |
U |
V |
W |
X |
Y |
Z |
?
 
Ta |
Tc |
Te |
Tf |
Tg |
Th |
Ti |
Tj |
Tk |
Tl |
Tm |
To |
Tq |
Tr |
Ts |
Tu |
Tv |
Tw |
Tx |
Ty |
Tz
 
Tia |
Tib |
Tic |
Tid |
Tie |
Tif |
Tig |
Tih |
Tii |
Tij |
Tik |
Til |
Tim |
Tin |
Tio |
Tip |
Tiq |
Tir |
Tis |
Tit |
Tiu |
Tiv |
Tiw |
Tix |
Tiy |
Tiz
Die Liste der Biografien führt alle Personen auf, die in der deutschsprachigen Wikipedia einen Artikel haben. Dieses ist eine Teilliste mit 210 Einträgen von Personen, deren Namen mit den Buchstaben „Tis“ beginnt.

## Tis

### Tisa
- Tisal, Manfred (* 1953), österreichischer Kabarettist, Moderator, Autor und Journalist
- Tisalema, Katerine (* 1996), ecuadorianische Hindernisläuferin
- Tisang, Kemorena (* 1995), botswanischer Hürdenläufer
- Tišatal, hurritischer Fürst von Urkeš

### Tisc
- Tișcă, Alexandru (* 1985), rumänischer Biathlet
- Tișcenko, Iana (* 1996), moldawische Tennisspielerin
- Tisch, Cläre (* 1907), deutsche Wirtschaftswissenschaftlerin
- Tisch, Harry (1927–1995), deutscher Politiker (SED), MdV, Mitglied des Politbüros des ZK der SED, Vorsitzender des FDGB in der DDRHarry Tisch (1927–1995)

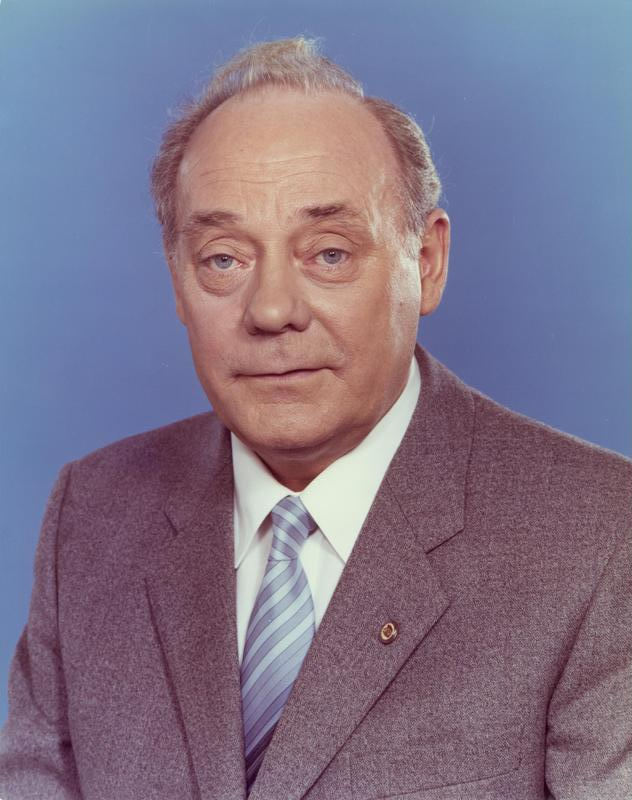
Harry Tisch (1927–1995)

- Tisch, Laurence (1923–2003), US-amerikanischer Unternehmer
- Tisch, Preston Robert (1926–2005), US-amerikanischer Unternehmer und Miteigentümer der N.Y. Giants
- Tisch, Steve (* 1949), US-amerikanischer Filmproduzent
- Tischbein, Albrecht (1803–1881), deutscher Ingenieur, Maschinen- und Schiffbauer
- Tischbein, Amalie (1757–1839), deutsche Miniaturenmalerin
- Tischbein, Anton Wilhelm (1730–1804), deutscher Maler
- Tischbein, August (1768–1848), deutscher Maler und Lithograph
- Tischbein, Carl Wilhelm (1797–1855), deutscher Maler sowie Kurdirektor von Bad Eilsen
- Tischbein, Caroline (1783–1842), deutsche Zeichnerin
- Tischbein, Friedrich (1880–1970), deutscher Jurist, Diplomat und Ministerialbeamter
- Tischbein, Georg Heinrich (1753–1848), deutscher Kupferstecher und Kartograf
- Tischbein, Johann Anton (1720–1784), deutscher Maler
- Tischbein, Johann Friedrich August (1750–1812), deutscher (Familienporträt)-Maler

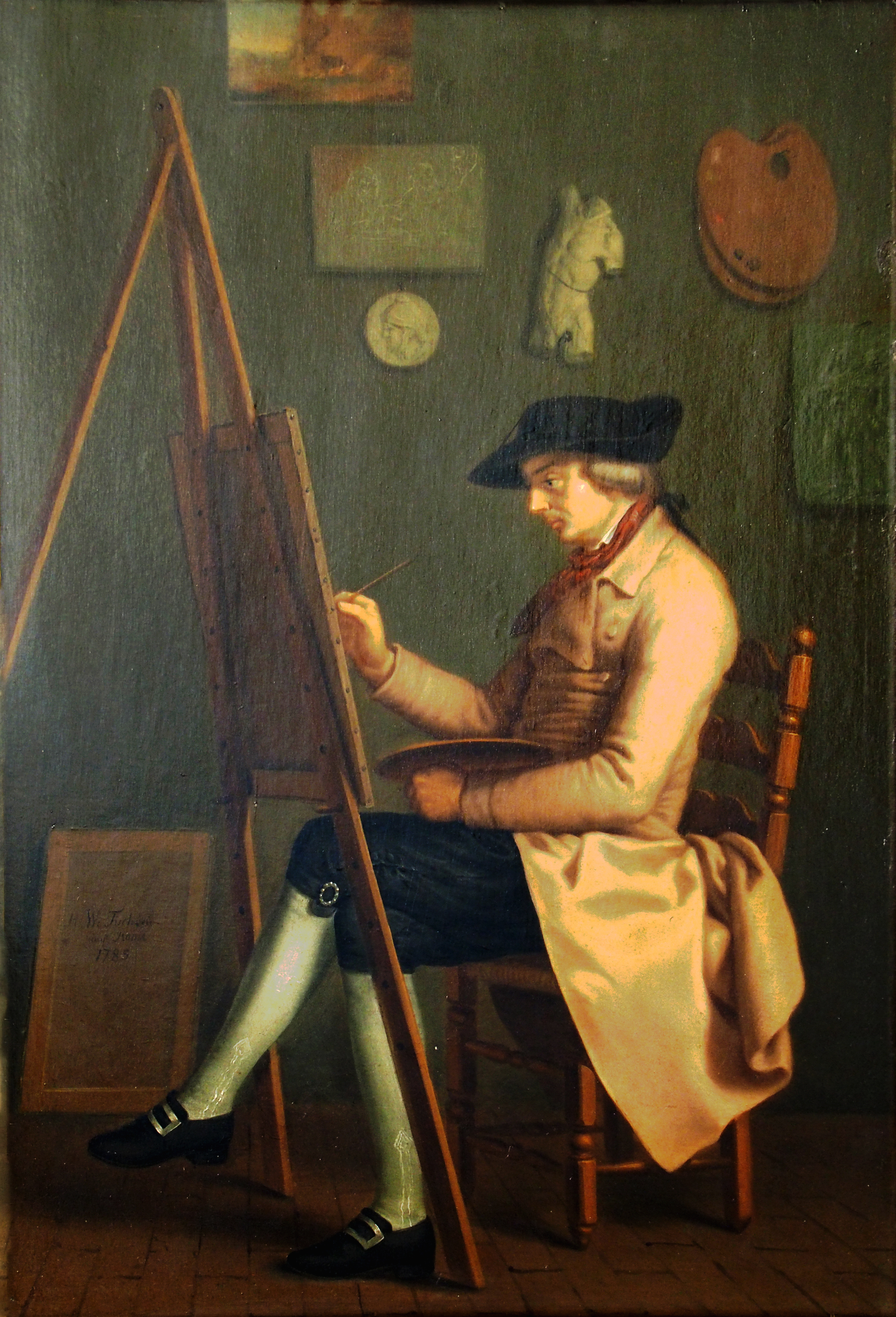
Johann Heinrich Wilhelm Tischbein (1751–1829)

- Tischbein, Johann Heinrich (1682–1764), deutscher Hospitalbäcker
- Tischbein, Johann Heinrich der Jüngere (1742–1808), deutscher Maler und Kupferstecher
- Tischbein, Johann Heinrich Wilhelm (1751–1829), deutscher MalerJohann Heinrich Wilhelm Tischbein (1751–1829)
- Tischbein, Johann Heinrich, der Ältere (1722–1789), deutscher Maler in Kassel
- Tischbein, Johann Jacob (1725–1791), deutscher Maler
- Tischbein, Johann Valentin (1715–1768), deutscher Maler in Laubach, Maastricht, Den Haag, Hildburghausen
- Tischbein, Magdalena Margaretha (1763–1846), Blumenmalerin
- Tischbein, Otto Sander (* 1949), deutscher Maler und Grafiker
- Tischbein, Paul (1820–1874), deutscher Maler
- Tischbein, Peter (1813–1883), deutscher Oberförster, Entomologe und Paläontologe
- Tischbein, Willy (1871–1946), deutscher Radrennfahrer und Industriemanager
- Tischbierek, Raj (* 1962), deutscher Schachspieler
- Tischbirek, Ulf (* 1955), deutscher Cellist und Musikpädagoge
- Tischel, Paul (* 1902), deutscher Politiker (NSDAP), MdPl
- Tischendorf, Alfred (* 1934), deutscher Ringer
- Tischendorf, Bert (* 1979), deutscher SchauspielerBert Tischendorf (* 1979)

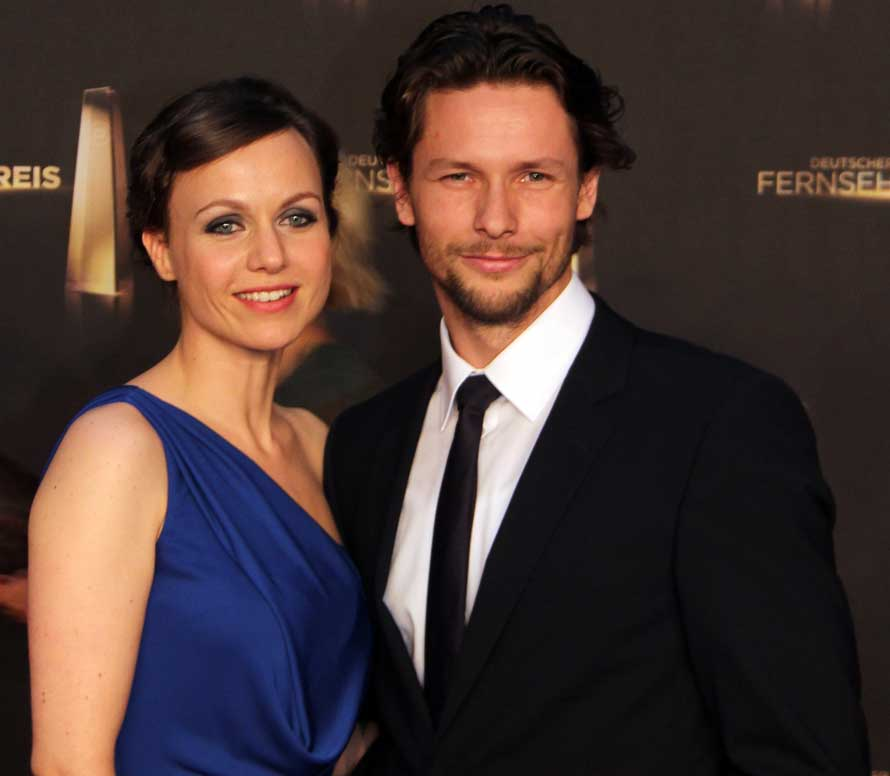
Bert Tischendorf (* 1979)

- Tischendorf, Caren (* 1969), deutsche Mathematikerin und Hochschullehrerin
- Tischendorf, Carl August Ferdinand Theodor (1839–1907), norwegisch-schweizerischer Eisenbahningenieur
- Tischendorf, Ekkehard (* 1976), deutscher Maler
- Tischendorf, Fridtjof (* 1997), norwegischer Snowboarder
- Tischendorf, Fritz (* 1891), deutscher Maler
- Tischendorf, Gerhard (1927–2007), deutscher Mineraloge und Hochschullehrer
- Tischendorf, Johannes von (1850–1923), deutscher Jurist
- Tischendorf, Julius (1863–1945), deutscher Lehrer und Geograph
- Tischendorf, Klaus (1962–2024), deutscher Politiker (Die Linke), MdL
- Tischendorf, Konstantin von (1815–1874), deutscher Theologe
- Tischendorf, Philipp (* 1988), deutscher Eiskunstläufer
- Tischendorf, Siegmund (* 1954), österreichischer Schauspieler und Comedian mit Wohnsitz in Zürich
- Tischer, Alfred (1884–1971), deutscher Architekt, Stadtbaudirektor und Kommunalpolitiker (NSDAP)
- Tischer, Andrea (* 1982), deutsche Scripted Reality-Darstellerin
- Tischer, Anuschka (* 1968), deutsche Neuzeithistorikerin
- Tischer, Axel (* 1986), deutscher WrestlerAxel Tischer (* 1986)

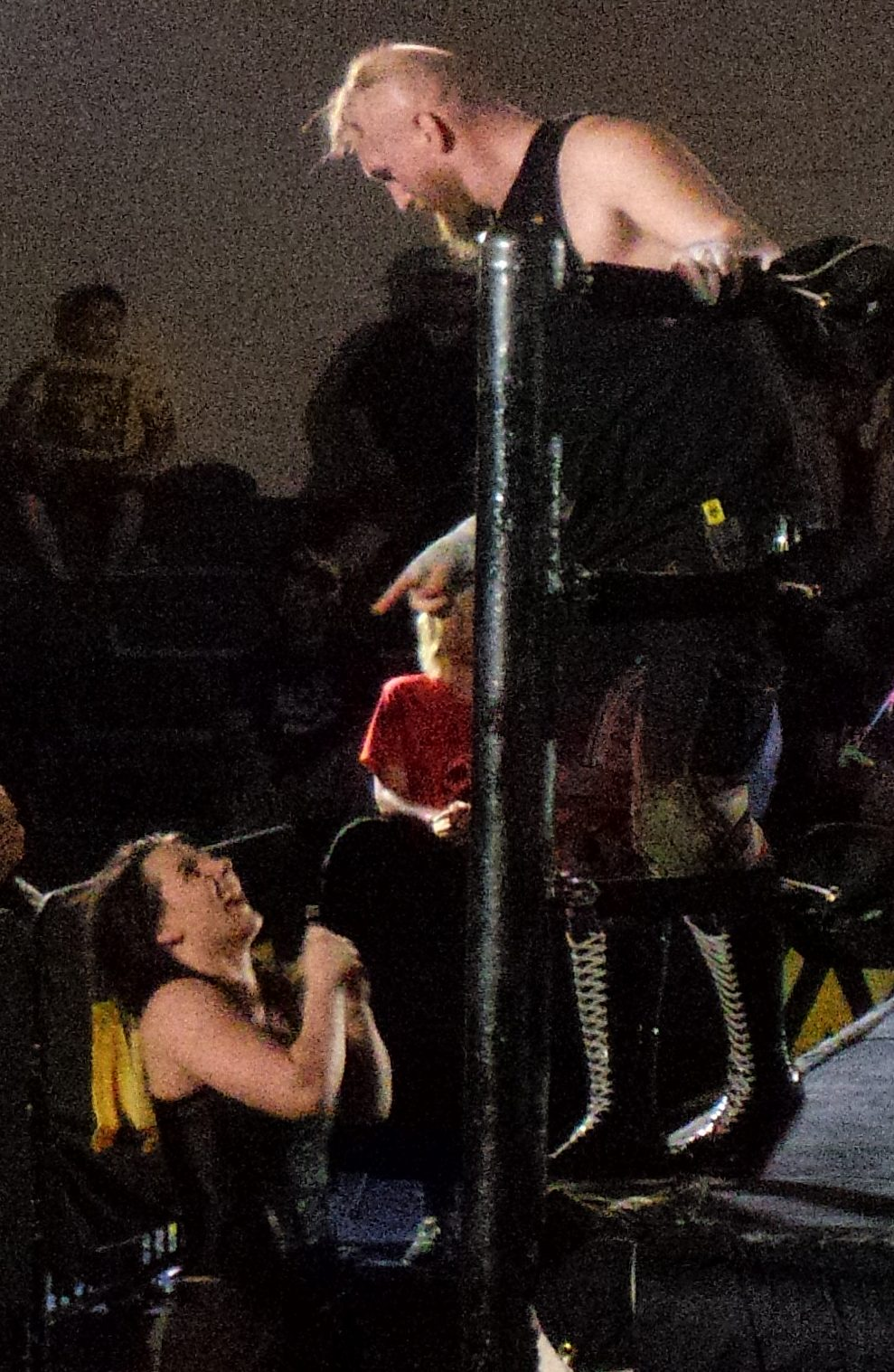
Axel Tischer (* 1986)

- Tischer, Friedrich (1874–1939), tschechoslowakischer Politiker (SdP)
- Tischer, Georg Gottlieb, kurfürstlich-sächsischer Beamter, Kammerkommissar und Amtsmann
- Tischer, Gustav (1877–1945), deutscher Maler, Illustrator, Graphiker und Schriftzeichner
- Tischer, Janine (* 1984), deutsche Bobfahrerin
- Tischer, Johann Nikolaus (1707–1774), deutscher Organist und Komponist
- Tischer, Manfred (1925–2008), deutscher Künstlerfotograf
- Tischer, Matthias (* 1985), deutscher Fußballtorhüter
- Tischer, Simon (* 1982), deutscher Volleyball-Nationalspieler
- Tischer, Udo (1956–1992), deutscher Politiker (CDU, Grüne), MdB und Gewerkschafter
- Tischer, Wilhelm (* 1901), deutscher Beamter und Ingenieur
- Tischer, Wolfram (1930–2015), deutscher Kinderchirurg und Hochschullehrer
- Tischewitsch, Tanja (* 1989), deutsche SängerinTanja Tischewitsch (* 1989)

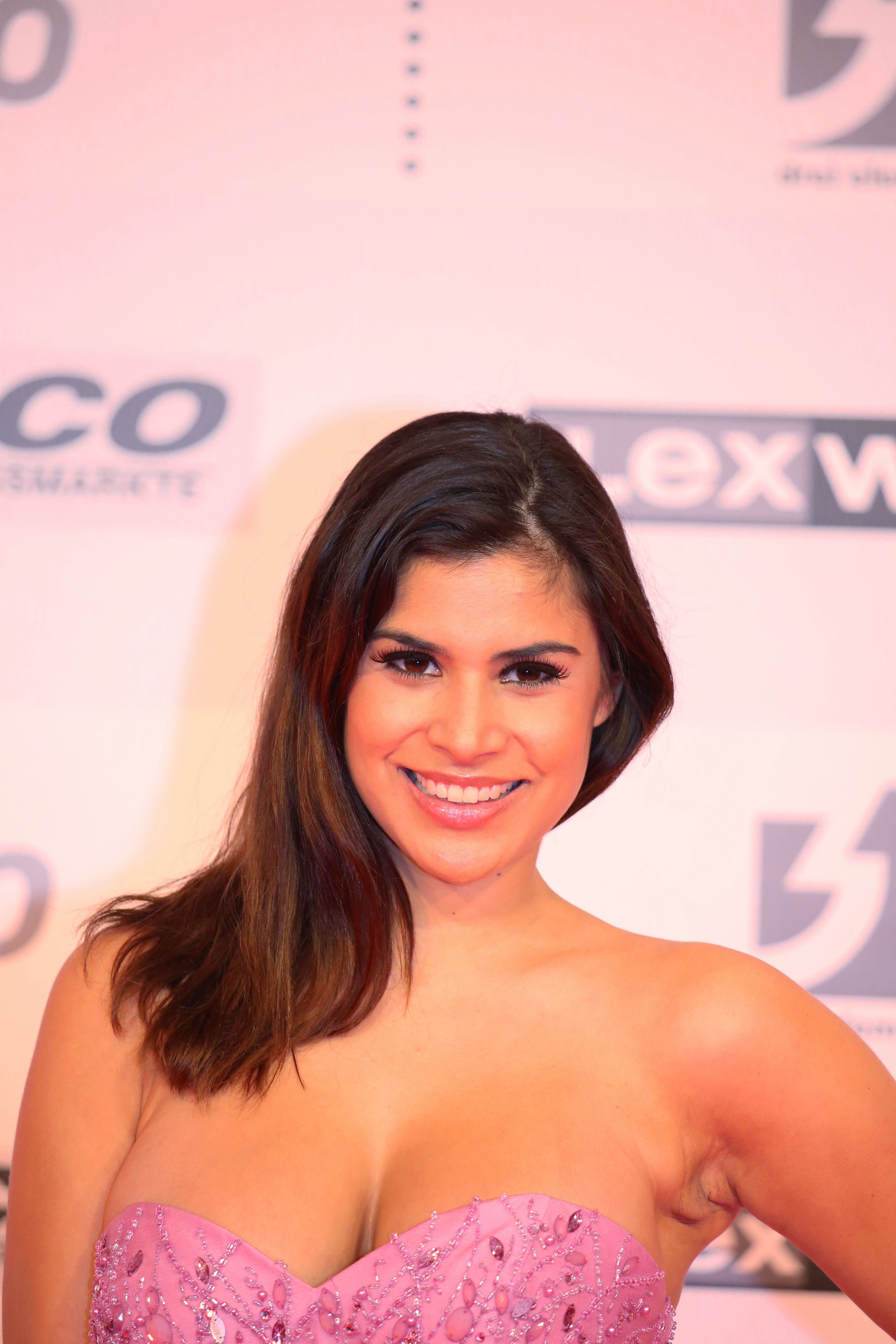
Tanja Tischewitsch (* 1989)

- Tischhauser, Franz (1921–2016), Schweizer Komponist
- Tischhauser, Jakob (* 1942), Schweizer Skirennfahrer
- Tischkin, Dmitri Michailowitsch (* 1980), russischer Skilangläufer
- Tischkow, Juri Iwanowitsch (1971–2003), russischer Fußballspieler
- Tischleder, Peter (1891–1947), deutscher römisch-katholischer Theologe
- Tischler, Bernd (* 1959), deutscher Politiker (SPD), Oberbürgermeister der Stadt Bottrop
- Tischler, Brandon (* 2000), deutscher Basketballspieler
- Tischler, Emil (* 1998), tschechischer Fußballspieler
- Tischler, Erwin (* 1951), deutscher Radrennfahrer
- Tischler, Friedrich (1881–1945), deutscher Ornithologe
- Tischler, Fritz (1910–1967), deutscher Prähistoriker
- Tischler, Georg (1878–1955), deutscher Botaniker, Karyologe und Hochschullehrer
- Tischler, Georg (* 1961), österreichischer Rollstuhl-Leichtathlet
- Tischler, Hans (1915–2010), US-amerikanischer Musikwissenschaftler und Komponist
- Tischler, Heike (* 1964), deutsche Leichtathletin
- Tischler, Heinrich (1892–1938), deutscher Maler, Architekt und Grafiker
- Tischler, Johann (1946–2019), österreichischer Sprachwissenschaftler
- Tischler, Joško (1902–1979), österreichischer Politiker, Landtagsabgeordneter
- Tischler, Julia (* 1982), deutsche Historikerin und Hochschullehrerin
- Tischler, Luca (* 2003), österreichischer Fußballspieler
- Tischler, Ludwig (1840–1906), österreichischer Architekt
- Tischler, Manina (1918–2010), österreichische Künstlerin
- Tischler, Margarete (1927–2005), österreichische Politikerin (SPÖ)
- Tischler, Matthias (* 1968), deutscher Mediävist
- Tischler, Meik (* 1967), deutscher Fußballtrainer und Fußballspieler
- Tischler, Nicholas (* 2000), deutscher Basketballspieler
- Tischler, Otto (1843–1891), deutscher Prähistoriker
- Tischler, Patrick (* 1987), österreichischer Fußballtorwart
- Tischler, Reinhold, österreichischer Schauspieler
- Tischler, Robert (1885–1959), deutscher Landschaftsarchitekt und Chefarchitekt des Volksbundes Deutscher Kriegsgräberfürsorge (1926–1959)
- Tischler, Stanford (1921–2014), US-amerikanischer Filmeditor bei Film und Fernsehen
- Tischler, Viktor (1890–1951), österreichischer Maler
- Tischler, Wolfgang (1912–2007), deutscher Zoologe und Tier-Ökologe
- Tischlinger, Helmut (* 1946), deutscher Paläontologe
- Tischlinger, Karl (1910–1983), deutscher Schauspieler
- Tischner, Christian (* 1981), deutscher Politiker (CDU), MdLChristian Tischner (* 1981)

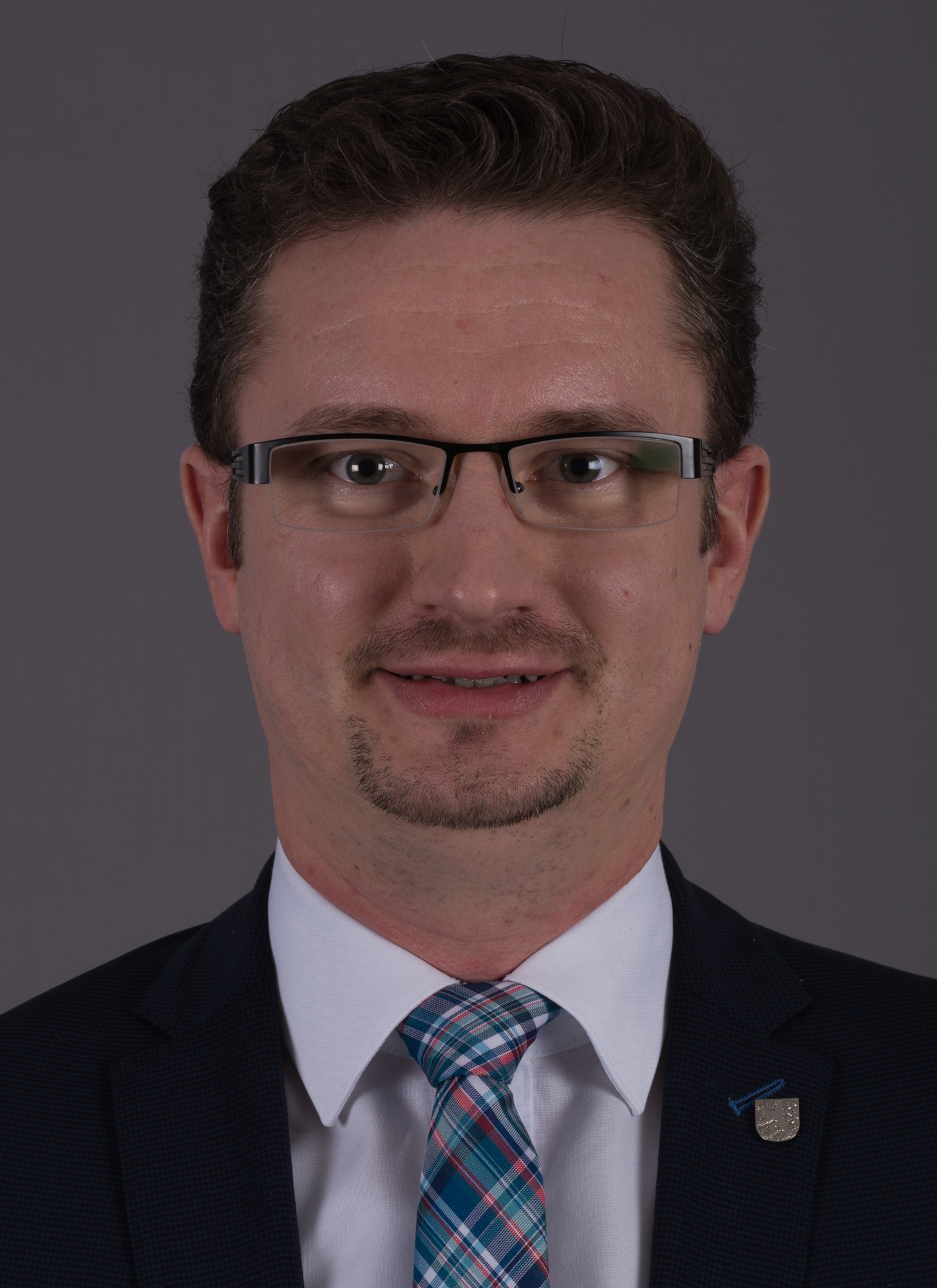
Christian Tischner (* 1981)

- Tischner, Herbert (1906–1984), deutscher Völkerkundler
- Tischner, Johann August (1774–1852), deutscher Klavierbauer
- Tischner, Josephin, deutsche Politikwissenschaftlerin und Jugendverbandsfunktionärin, Bundesvorsitzende der Sozialistischen Jugend Deutschlands – Die Falken
- Tischner, Józef (1931–2000), polnischer Philosoph und katholischer Priester
- Tischner, Rudolf (1879–1961), deutscher Augenarzt, Okkultist und Schriftsteller
- Tischoff, Horst (* 1953), deutscher Radrennfahrer
- Tischtschenko, Alexei Wiktorowitsch (* 1984), russischer Boxer
- Tischtschenko, Anatoli Anatoljewitsch (* 1970), russischer Kanute
- Tischtschenko, Boris Iwanowitsch (1939–2010), russischer Komponist
- Tischtschenko, Jelisaweta Iwanowna (* 1975), russische Volleyballspielerin
- Tischtschenko, Jewgeni Andrejewitsch (* 1991), russischer Boxer
- Tischtschenko, Tatjana Alexejewna (* 1975), russische Kanutin
- Tischtschenko, Wjatscheslaw Jewgenjewitsch (1861–1941), russischer Chemiker
- Tisci, Riccardo (* 1974), italienischer Modedesigner
- Tiscornia, Eleuterio Felipe (1879–1945), argentinischer Romanist und Hispanist
- Tiscornia, Marcela (* 1972), uruguayische Leichtathletin

### Tisd
- Tisdale, Ashley (* 1985), US-amerikanische Schauspielerin und SängerinAshley Tisdale (* 1985)

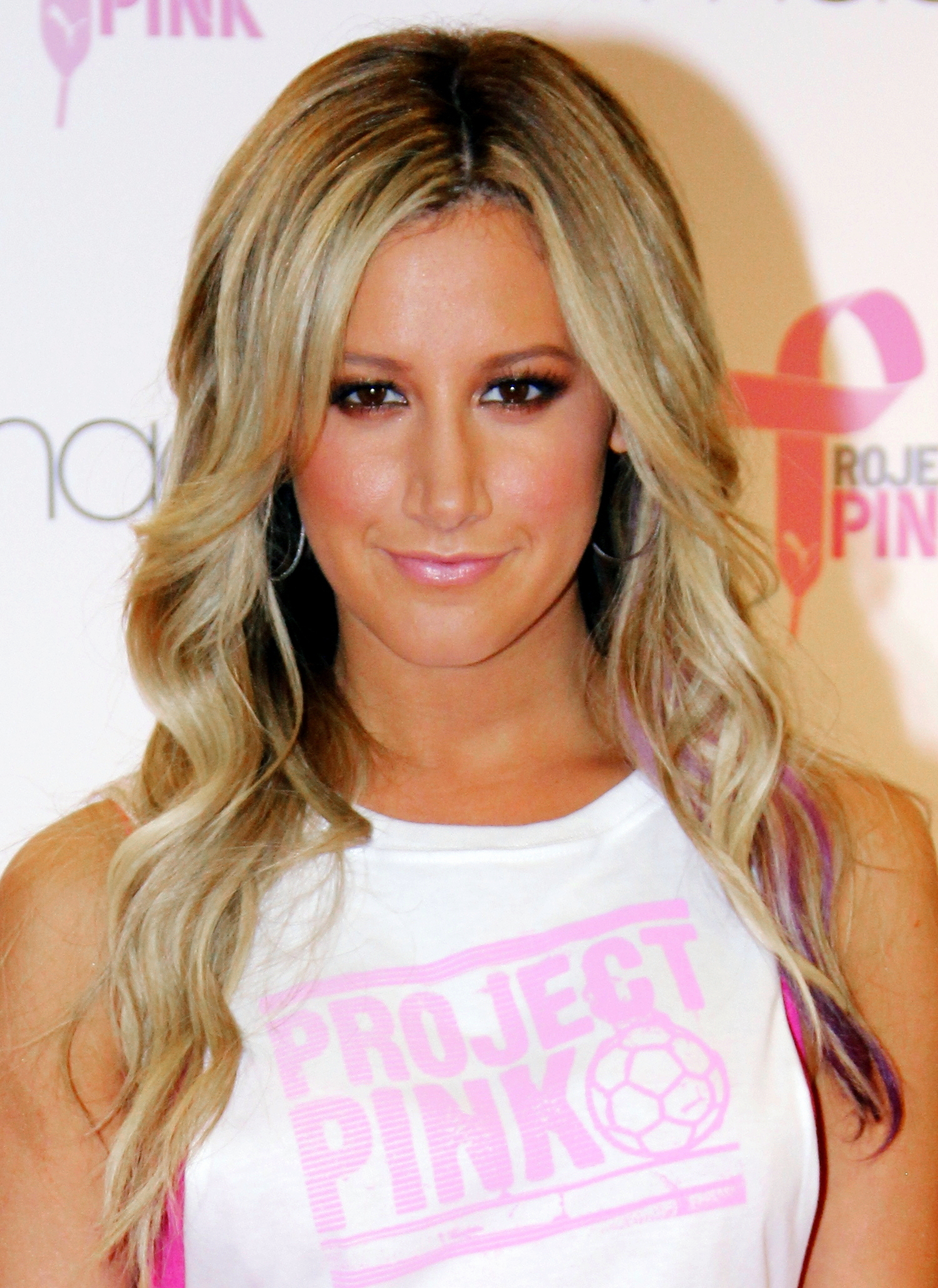
Ashley Tisdale (* 1985)

- Tisdale, Elkanah (1768–1835), US-amerikanischer Graveur, Miniaturmaler und Karikaturist
- Tisdale, Jennifer (* 1981), US-amerikanische Schauspielerin und Sängerin
- Tisdale, Wayman (1964–2009), US-amerikanischer Basketballspieler und Jazzmusiker
- Tisdale, William, englischer Virginalist
- Tisdall, Bob (1907–2004), irischer Hürdenläufer und Zehnkämpfer
- Tisdell, Tonia (* 1992), liberianischer Fußballspieler

### Tise
- Tiselius, Arne (1902–1971), schwedischer Chemiker und Nobelpreisträger für Chemie (1948)
- Tisethor, Prinzessin der altägyptischen 5. Dynastie

### Tish
- Tisha, Nusrat Imrose (* 1981), bangladeschische Schauspielerin, Model und Produzentin
- Tishby, Noa (* 1975), israelische Schauspielerin und AktivistinNoa Tishby (* 1975)

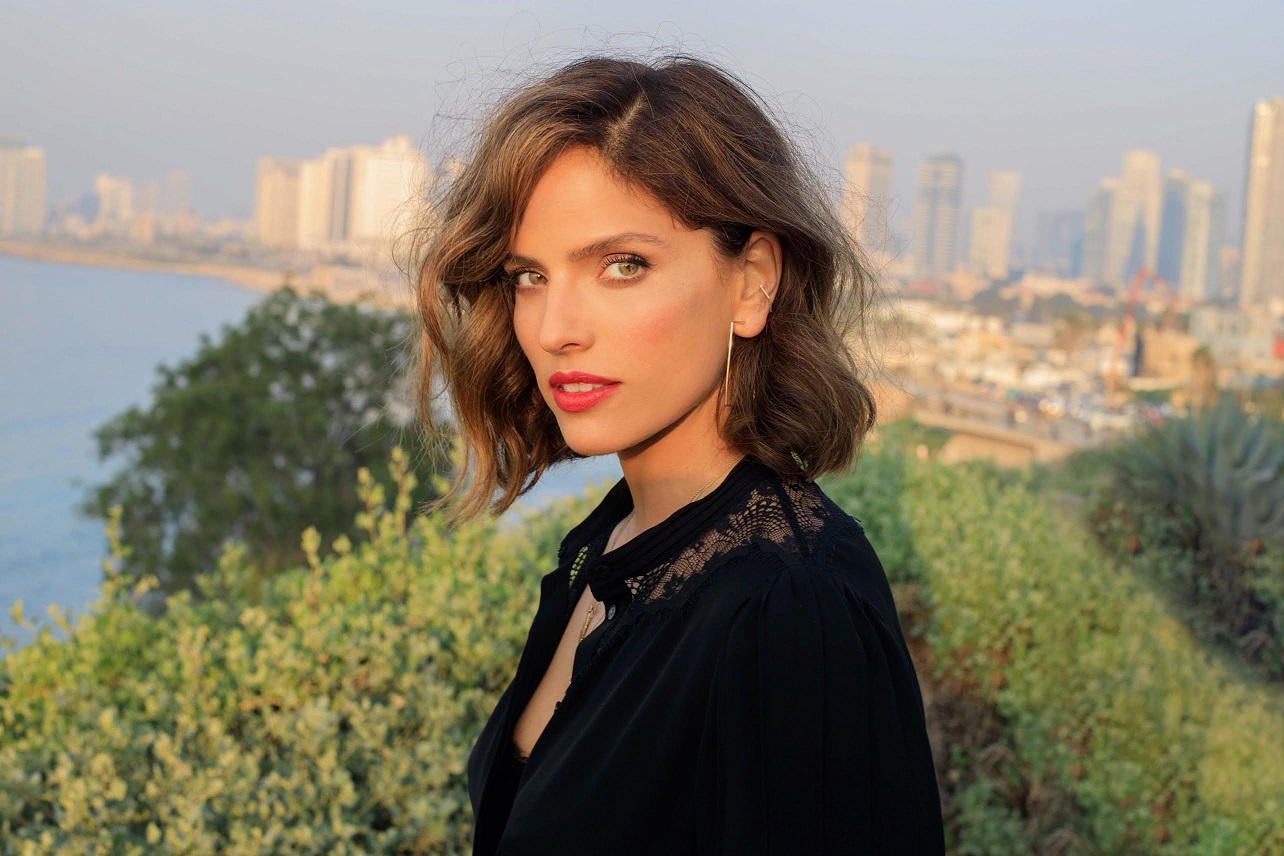
Noa Tishby (* 1975)

- Tishem, Catherine, englische Gelehrte
- Tishler, Adair (* 1996), US-amerikanische Schauspielerin
- Tishler, Max (1906–1989), US-amerikanischer Pharmakologe

### Tisi
- Tisi, Lauro (* 1962), italienischer Geistlicher, römisch-katholischer Erzbischof von Trient
- Tisin, Mohd Rizal (* 1984), malaysischer Bahnradsportler
- Tisiphonos von Pherai, thessalischer Herrscher

### Tisj
- Tisjakow, Alexander Iwanowitsch (1926–2019), sowjetischer Funktionär

### Tisl
- Tislar, Doris (* 1993), estnische Schauspielerin
- Tišler, Janko (1923–2007), slowenisch-österreichischer Autor und Widerstandskämpfer gegen den Nationalsozialismus

### Tism
- Tišma, Aleksandar (1924–2003), serbischer Schriftsteller
- Tišma, Andrea (* 2003), kroatische Volleyballspielerin
- Tišma, Andrej (* 1952), serbischer Aktionskünstler
- Tišma, Boris (* 2002), kroatischer Basketballspieler
- Tišma, Slobodan (* 1946), serbischer Schriftsteller
- Tismăneanu, Vladimir (* 1951), rumänischer Politologe
- Tismar, Maria Catharina (1764–1845), deutsche Stiftungsgründerin
- Tismer, Anne (* 1963), deutsche Schauspielerin und Performancekünstlerin

### Tisn
- Tisné, Antoine (1932–1998), französischer Komponist

### Tiso
- Tiso, Declan (* 1994), australischer Beachvolleyballspieler
- Tiso, Jozef (1887–1947), slowakischer katholischer Priester, während des Zweiten Weltkrieges Staatspräsident des autonomen Staates SlowakeiJozef Tiso (1887–1947)

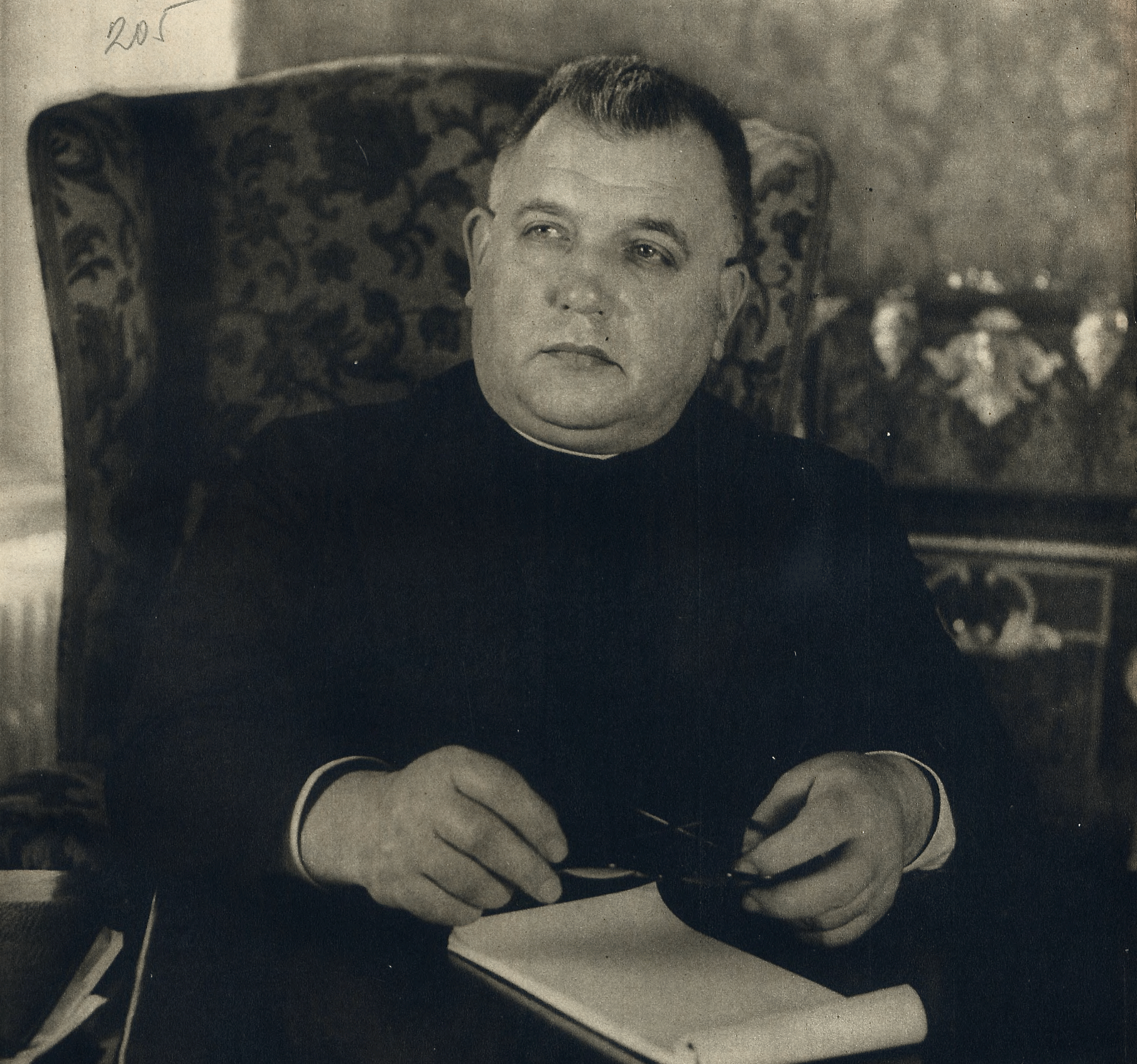
Jozef Tiso (1887–1947)

- Tiso, Štefan (1897–1959), slowakischer Politiker
- Tiso, Wagner (* 1945), brasilianischer Musiker
- Tison, André (1885–1963), französischer Diskuswerfer und Kugelstoßer
- Tison, Annette (1942–2010), französische Zeichnerin und Architektin
- Tison, Charlotte (* 1998), belgische Fußballspielerin
- Tison, Hubert (* 1937), kanadischer Filmproduzent und Grafiker
- Tisot, Cristina (* 1954), italienische Skirennläufer
- Tišov, Ivan (1870–1928), kroatischer Maler

### Tiss
- Tissa, Devanampiya († 267 v. Chr.), König von Kandy auf Ceylon
- Tissafi, Maya Jaouhari (* 1965), Schweizer Diplomatin
- Tissamenou, Ioanna, griechische Tennisspielerin
- Tissandier, Gaston (1843–1899), französischer Chemiker, Meteorologe und Luftschiffer
- Tissanu Khuptanawin (* 2006), thailändischer Fußballspieler
- Tissaphernes, Statthalter (Satrap) und Militärbefehlshaber des Perserreiches im lydischen Sardes
- Tissard, François († 1508), französischer Humanist
- Tissarowski, Jeremia († 1641), orthodoxer Bischof von Lwów (1607 bis 1641)
- Tisse, Eduard Kasimirowitsch (1897–1961), russischer Kameramann und Filmregisseur
- Tissen, Elina (* 1986), deutsche Boxsportlerin
- Tissen, Jasper (* 1992), niederländischer Ruderer
- Tissendier, Claude (* 1952), französischer Jazzmusiker (Saxophone, Klarinette, Arrangement)
- Tissera, Carlos José (* 1951), argentinischer Geistlicher, römisch-katholischer Geistlicher, Bischof von Quilmes
- Tisserand, Félix (1845–1896), französischer Mathematiker und Astronom
- Tisserand, Jean († 1497), französischer Franziskanermönch und Liedertexter
- Tisserand, Léon, französischer Schwimmer und Wasserballspieler
- Tisserand, Marcel (* 1993), französisch-kongolesischer Fußballspieler
- Tisserand, Richard (1948–2022), Schweizer Maler und Zeichner
- Tisserant, Eugène (1884–1972), französischer Geistlicher, Kardinaldekan der katholischen Kirche
- Tisseyre, Magali (* 1981), kanadische Duathletin und Triathletin
- Tissi, Clemens (1963–2016), deutscher Möbeldesigner und Architekt Schweizer Herkunft
- Tissi, Rosmarie (* 1937), Schweizer Grafikerin und Plakatkünstlerin
- Tissier de Mallerais, Bernard (1945–2024), französischer Theologe, katholischer BischofBernard Tissier de Mallerais (1945–2024)

Bernard Tissier de Mallerais (1945–2024)

- Tissier, Alain (1943–2001), französischer Schauspieler
- Tissier, Amandine (* 1993), französische Handballspielerin
- Tissier, Bertrand († 1672), französischer römisch-katholischer Theologe, Zisterzienser, Prior, Ordenshistoriker und Herausgeber
- Tissier, Christian (* 1951), französischer Aikidō-Lehrer
- Tissier, Jean (1896–1973), französischer Schauspieler
- Tissier, Leif (* 1999), deutscher Handballspieler
- Tissier, Maya Le (* 2002), britische FußballspielerinMaya Le Tissier (* 2002)

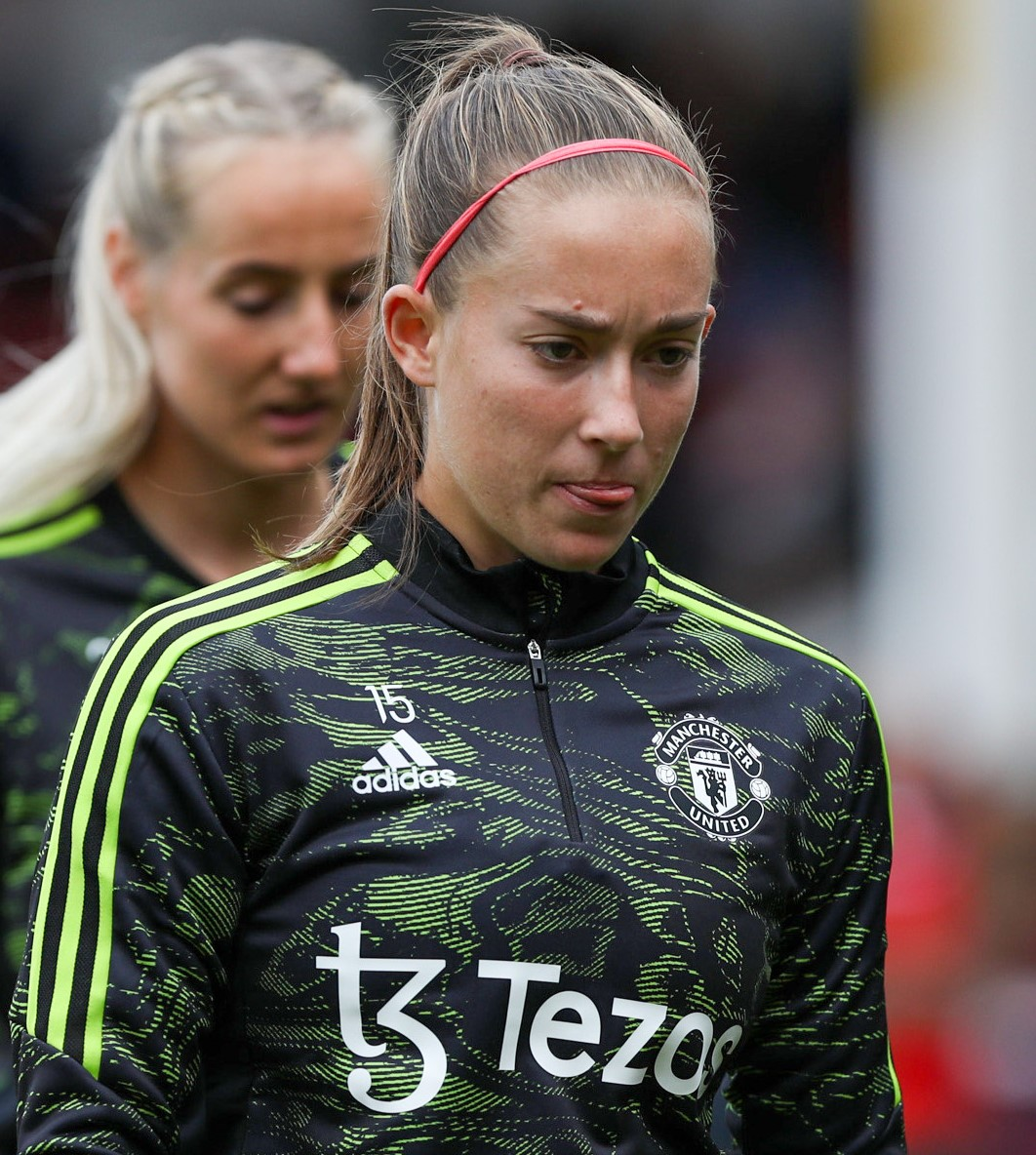
Maya Le Tissier (* 2002)

- Tissières, Alfred (1917–2003), Schweizer Biochemiker und Molekularbiologe
- Tissin, Andrei Petrowitsch (1975–2008), russischer Kanute
- Tissink, Raynard (* 1973), südafrikanischer Triathlet
- Tissinte, Younes (* 1996), deutscher Schauspieler
- Tissone, Fernando (* 1986), argentinischer Fußballspieler
- Tissot, Charles-Émile (1830–1910), Schweizer Uhrenfabrikant sowie Politiker (Liberale/FDP)
- Tissot, James (1836–1902), französischer Maler und Grafiker
- Tissot, Joseph Clément (1747–1826), französischer Militärarzt und früher Pionier der Krankengymnastik
- Tissot, Maxim (* 1992), kanadischer Fußballspieler
- Tissot, Maxime (* 1986), französischer Skirennläufer
- Tissot, Nicolas Auguste (1824–1907), französischer Mathematiker und Kartograph
- Tissot, Oliver (* 1963), österreichischer Kabarettist in Mittelfranken
- Tissot, Pierre-François (1768–1854), französischer Dichter, Latinist, Übersetzer, Historiker und Mitglied der Académie française
- Tissot, Raymond (1919–1985), französischer Speer- und Diskuswerfer
- Tissot, Samuel Auguste (1728–1797), Schweizer Arzt
- Tissot, Stéphane (* 1979), französischer Skirennläufer
- Tissoudali, Tarik (* 1993), marokkanischer Fußballspieler

### Tist
- Tista von Liebstein, Ulrich, Burggraf des Kaisers Karl IV.

### Tisz
- Tisza, István (1861–1918), ungarischer PolitikerIstván Tisza (1861–1918)

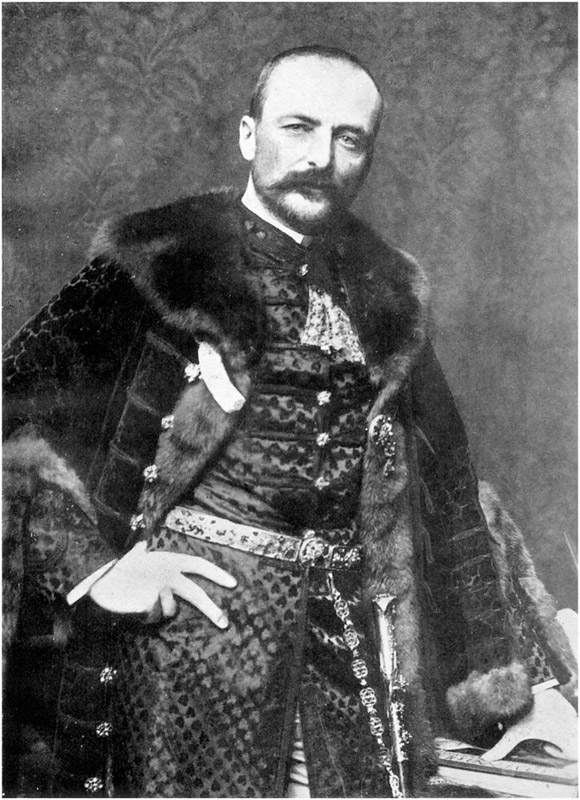
István Tisza (1861–1918)

- Tisza, Kálmán (1830–1902), ungarischer Politiker und Ministerpräsident
- Tisza, Lajos (1832–1898), ungarischer Politiker und Minister
- Tisza, László (1907–2009), US-amerikanischer Physiker
- Tisza, Zoltán (* 1967), ungarischer Cyclocrossfahrer
- Tiszai, Sebastian (* 1988), deutscher Fußballspieler